# V378 Velorum
V378 Velorum eller WR 12, är en dubbelstjärna i den mellersta delen av stjärnbilden Seglet. Den har en genomsnittlig skenbar magnitud av ca 10,78 och kräver ett teleskop för att kunna observeras. Baserat på parallax enligt Gaia Data Release 3 på ca 0,176 mas, beräknas den befinna sig på ett avstånd på ca 19 000 ljusår (5 700 parsek) från solen.

## Egenskaper
Primärstjärnan V378 Velorum A är en blå stjärna av spektralklass WN8h. Den har en massa som är ca 30 solmassor, en radie på ca 16 solradier och utsänder från dess fotosfär energi motsvarande ca 851 000 gånger solen vid en effektiv temperatur av ca 44 700 K.
V378 Velorum är en spektroskopisk dubbelstjärna och en förmörkande binär som består av en Wolf-Rayet-stjärna och en ljusstark följeslagare av okänd spektraltyp. Primärstjärnan är en av de mest ljusstarka stjärnorna som är kända.
Spektrumet för V378 Velorum domineras av de breda emissionslinjerna från Wolf-Rayet-stjärnan. De lägsta joniserande kvävemissionslinjerna är starkast, med NV-linjer som är mycket svaga. HeI-linjerna är starkare än HelI-linjerna. Ovanligt är att dess väteemission är ännu starkare, vilket leder till en WN8h-spektralklass. CIV-emission är nästan omöjlig att upptäcka. Det har föreslagits att följeslagaren är en stjärna av spektralklass O, men dess linjer kan inte ses i spektrumet.

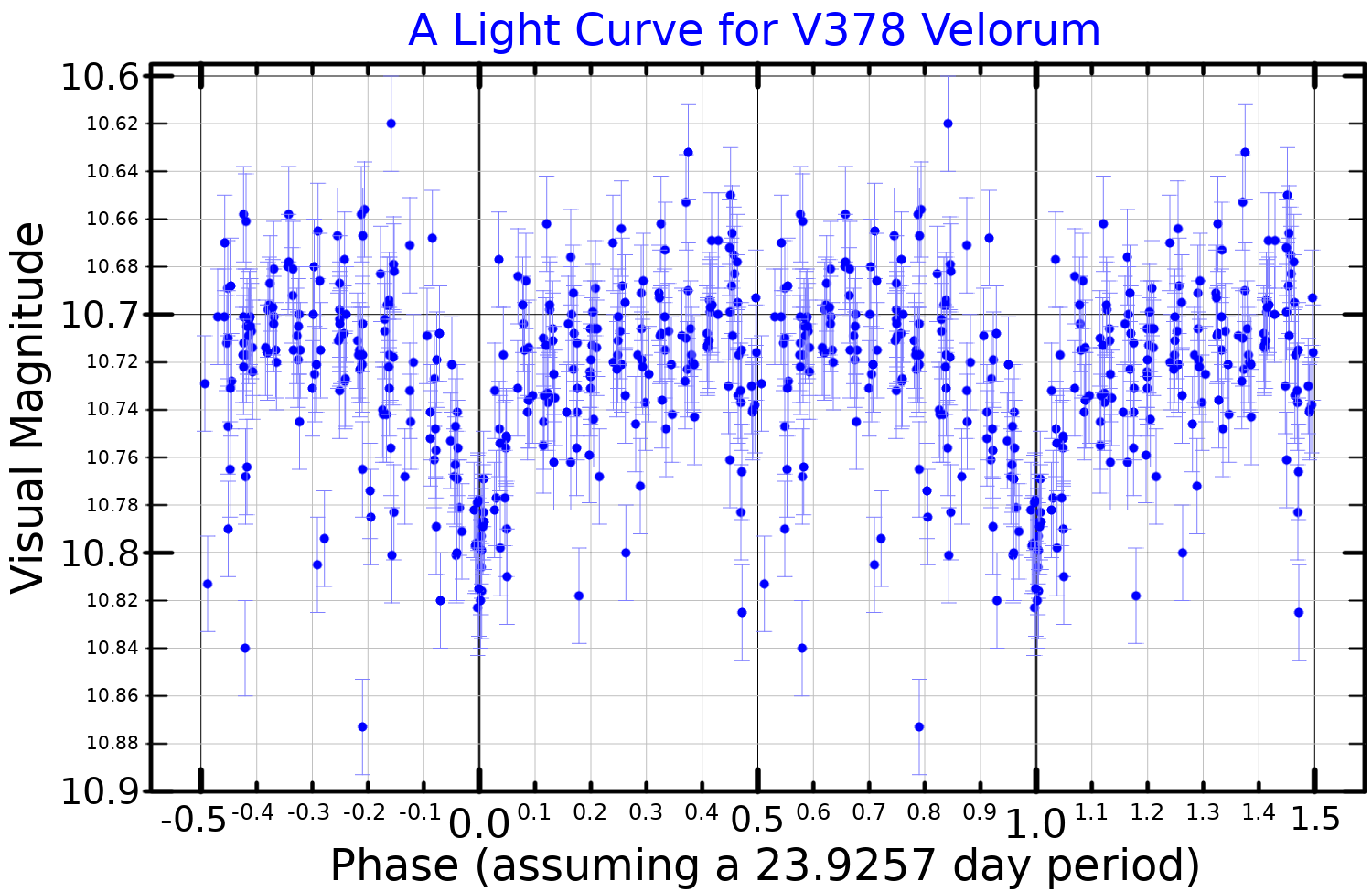
Ljuskurva i visuella bandet för V378 Velorum, anpassad från ASAS-SN-data.

Systemet genererar förmörkelser som dämpar stjärnans ljusstyrka med 0,12 magnituder med en period av ca 24 dygn.  Stjärnorna är fristående och därför klassificeras den som en förmörkelsevariabel av Algol-typ. Banans lutning har uppskattats till 78,8° men en fullständig omloppslösning är inte tillgänglig eftersom följeslagaren inte kan observeras direkt.